# الصحوة: دليل لروحانية بلا دين
يناقش كتاب الصحوة: دليل لروحانية بلا دين الصادر عام 2014 للكاتب سام هاريس العديد من المواضيع، بما فيها الروحانية العلمانية (ضمن سياق المذهب الروحاني الطبيعي بشكل أساسي)، ووهم الذات، والعقارات المخلة بالنفس، والتأمل، فيحاول الكاتب فيه إيضاح أهمية الروحانية بأحد أشكالها في تكامل استيعاب طبيعة الذهن.
وفي أواخر شهر سبتمبر/أيلول من عام 2014 احتل هذا الكتاب المرتبة الخامسة في قائمة نيويورك تايمز لأكثر الكتب غير الخيالية مبيعاً، ومن ثم اعتمد التدوين الصوتي الخاص بهاريس عنوان «الصحوة».

## المحتوى

### دور الروحانية
يرفض هاريس الانفصام بين الروحانية الدينية والعقلانية العلمية، ويهدف لتحديد توجه معتدل يحافظ على كل من الروحانية والعلم، دون أن يتضمن الدين، فيشير في كتابه إلى أنه ينبغي فهم الروحانية في ظل المناهج العلمية كعلم الأعصاب وعلم النفس.
ويجادل من جهة أخرى بأن العلم، رغم توضيحه لكيفية المحافظة على العافية البشرية بأفضل حالاتها، قد يفشل في الإجابة عن أسئلة محددة حول طبيعة الوجود، بينما يمكن اكتشاف الأجوبة على بعض تلك الأسئلة من خلال التجربة مباشرةً، إذ لا يتضمن مفهوم هاريس للروحانية إيماناً بالإله.
ويعتمد تناول هاريس لطبيعة الذهن على علم النفس وفلسفة العقل، فيتحرى العديد من جوانب مسألة العقل-الجسد، ثم يصرّح أن الحل قد يتعدى إمكانات العقل البشري.
كما يدوّن أن غاية الروحانية –كما يعرّفها– هي التوصل إلى أن إدراك الذات مجرد وهم، فتضفي هذه المعرفة السعادة والبصيرة على طبيعة الوعي، ويشير إلى أن المنهج الروحاني يتيح الإدراك المتكرر لانعدام الذات في الحياة اليومية، فيسود مفهوم «الوعي المطلق»، وهو حالة تبعث الاطمئنان في النفس بمعزل عن أية تجربة حسية، وتعتمد كل هذه العملية برأيه على التجربة دون أن تشترط الإيمان.

### التأمل والتجارب
يقدم هاريس دليلاً وجيزاً عن كيفية التأمل، ويوجه القارئين لزيارة موقعه الإلكتروني للمزيد من التعليمات المفصّلة، بالإضافة إلى نصائح حول تمييز المعلم الروحاني الجيد من سواه، بناءً على دروس التأمل التي تلاقاها من معلمين شرقيين، فيصف تجربته مع الدزوغشن، وهي ممارسة بوذية تيبتية، وينصح بها القرّاء.
رغم إعارة هاريس التجارب الدينية أهميةً كبيرة، يجادل بعدم منطقية استنتاج حقائق الكون وبعض المسَلّمات الدينية من هذه التجارب، وفي السياق نفسه، يشرح بعض تجاربه الروحانية الخاصة،ref name="h-smith"/> دون تفسيرها على أنها أدلة للميتافيزيقيا المسيحية، أو الهندوسية، أو البوذية على سبيل المثال، عكس ما قد يود المتمسكون بهذه الديانات فعله. كما يدافع هاريس عن مقطع في كتاب «عن فقدان الرأس» (On Having No Head) للمؤلف الروحاني الإنكليزي دوغلاس هاردينغ (Douglas Harding) يعادي النقد اللاذع للأخصائي العصبي دوغلاس هوفشتادتر (Douglas Hofstadter)، وبالعكس، ينتقد هاريس التفسير المسيحي لإيبن أليكساندر (Eben Alexander) لتجربة اقتراب من الموت في كتاب «دليل على الجنة» (Proof of Heaven) بأنه مليء بالافتراضات غير المبرَّرة.

## الآراء
مدح النقاد الأدبيون كتاب «الصحوة»، فكتب فرانك بروني (Frank Bruni) من صحيفة نيويورك تايمز: «لقد لفت كتاب هاريس نظري لأنه يتناول الزمن الحالي، مع معرفة دقيقة بالأعداد المتزايدة من الأمريكيين الذين يميلون للاعتراف بعدم إيجادهم الحقائق المنطقية أو العون الذي يتوقونه في الدين المنظّم.»
وينوّه أنه ومنذ نشر كتاب «نهاية الإيمان» (The End of Faith) عام 2004، نقل هاريس تركيزه من نقد الدين إلى محاولة استيعاب ما يبحث عنه البشر في الدين، ومناقشة إمكانية الحصول على هذه الميزات بدونه.
بطريقة مشابهة، وصف ستيفين كيف (Stephen Cave) من صحفية فاينانشال تايمز «الصحوة» على أنه كتاب جيد، وأفاد: «رغم أنه يعكس جزءاً فقط من الصورة الناشئة للروحانية التالية للمسيحية، إلا أنه يقوم بذلك بألوان وشفافية رائعتين، مثل نافذة زجاجية لامعة وملونة لكنيسة ما تزال قيد البناء.»
كما وصفته مجلة كيركس رفيوز بأنه كتاب مُلحّ مبدد للأوهام، ومن المؤكد تلقيه لنقد من الجهات الدينية والعلمية معاً، ونصح بيتر كلوثيير في صحفية هافنغتون بوست بقراءة «الصحوة» وأشار لشدة متعته، إذ يكتب فيه هاريس عن قضايا عميقة تؤثر على الحياة بشفافية، وهزلية أحياناً. 
بينما تلقى الكتاب استجابة أكثر تفاوتاً من ترفور كوريك (Trevor Quirk) من مجلة ذا نيو ريببليك، والذي نقد ما وجده من عدم اتساق في الكتاب، وميل هاريس للاستخفاف بالأشخاص المتدينين، ولكنه كتب رغم ذلك: «عندما يناقش كتاب هاريس الجديد قصور اللغة الروحانية، أو التفاصيل النفسية العصبية في الوعي، أو التجربة المُخلة بالنفس، أو ارتباكات الذات، فإنه على الأقل يعترف بقوة وضرورة الدافع الديني –رغم اختلاف تسمية هاريس له– وهو تلك الغريزة الضرورية والشائعة للبحث عن إجابة للحياة، والأهم، عن طريقة لعيش تلك الإجابة.»
كذلك تدوّن هولي سميث (Holly Smith) من (Washington Independent Reviews of Books): «بالمحصلة، بحوزة كتاب هاريس الكثير مما يجذب قراءته، لكن ليس الكثير مما يؤهله ليكون المحطة الأولى في الطريق للروحانية العلمانية.»